# Волта-Гранди
Волта-Гранди (порт. Volta Grande) — муниципалитет в Бразилии, входит в штат Минас-Жерайс. Составная часть мезорегиона Зона-да-Мата. Входит в экономико-статистический микрорегион Катагуазис. Население составляет 5206 человек на 2006 год. Занимает площадь 208,874 км². Плотность населения — 24,9 чел./км².

## История
Город основан 17 декабря 1938 года.

## Статистика
- Валовой внутренний продукт на 2003 год составляет 52 582 793,00 реалов (данные: Бразильский институт географии и статистики).
- Валовой внутренний продукт на душу населения на 2003 год составляет 10 363,18 реалов (данные: Бразильский институт географии и статистики).
- Индекс развития человеческого потенциала на 2000 год составляет 0,732 (данные: Программа развития ООН).

## География
Климат местности: тропический.